# 아이미역
아이미역(일본어: 相見駅 아이미에키[*])은 일본 아이치현 누카타군 고타정에 있는 도카이 여객철도 도카이도 본선의 역이다. 단선 · 섬식의 형태를 합친 복합 구조의 철도 역사이다.

## 타는 곳
| 1 · 2 | ■ 도카이도 본선 | 하행 | 오카자키 · 나고야 방면   |
| 3     | ■ 도카이도 본선 | 상행 | 도요하시 · 하마마쓰 방면 |

- 2012년 3월 17일 도카이 여객철도 도카이도 본선의 역이 개업

## 역 주변
- 고타 정립 호쿠부 중학교
- 아이치 현립 고타 고등학교
- 오카자키 시립 후쿠오카 중학교

## 인접 역
| 도카이 여객철도 도카이도 본선 | 도카이 여객철도 도카이도 본선 | 도카이 여객철도 도카이도 본선 |
| ----------------------------- | ----------------------------- | ----------------------------- |
| 고다 하마마쓰·시즈오카 방면   | ■ 구간쾌속 ■ 보통             | 오카자키 도요하시·나고야 방면 |